# Heliconius mentor
Heliconius mentor är en fjärilsart som beskrevs av Gustav Weymer 1884. Heliconius mentor ingår i släktet Heliconius och familjen praktfjärilar. Inga underarter finns listade i Catalogue of Life.